# ادوارد کلبان
ادوارد کلبان (انگلیسی: Edward Kleban; ۳۰ آوریل ۱۹۳۹ – ۲۸ دسامبر ۱۹۸۷) آهنگساز اهل ایالات متحده آمریکا بود.
وی همچنین برندهٔ جوایزی همچون جایزه پولیتزر برای نمایش‌نامه شده‌است.